# Luodonsaari (ö i Mellersta Österbotten)
Luodonsaari är en halvö i Finland. Den ligger i sjön Keiskinjärvi och i kommunen Karleby i den ekonomiska regionen  Karleby  och landskapet Mellersta Österbotten, i den centrala delen av landet, 400 km norr om huvudstaden Helsingfors.